# Koryfé
Koryfé (gr. koryfai'os, av koryfé, ”hjässa, topp, spets”, egentligen ”den, som står i spetsen”, ledare, förman) var körledare vid festliga tillfällen, företrädesvis på teater. I balettens hierarki användes benämningen förr om en särskilt framstående medlem av corps de ballet, som kunde anförtros solodanser. Ordet kan även användas i bildlig mening om någon som på något område intar en framstående och tongivande ställning, särskilt inom en politisk eller kulturell rörelse.